# Альтернариозы

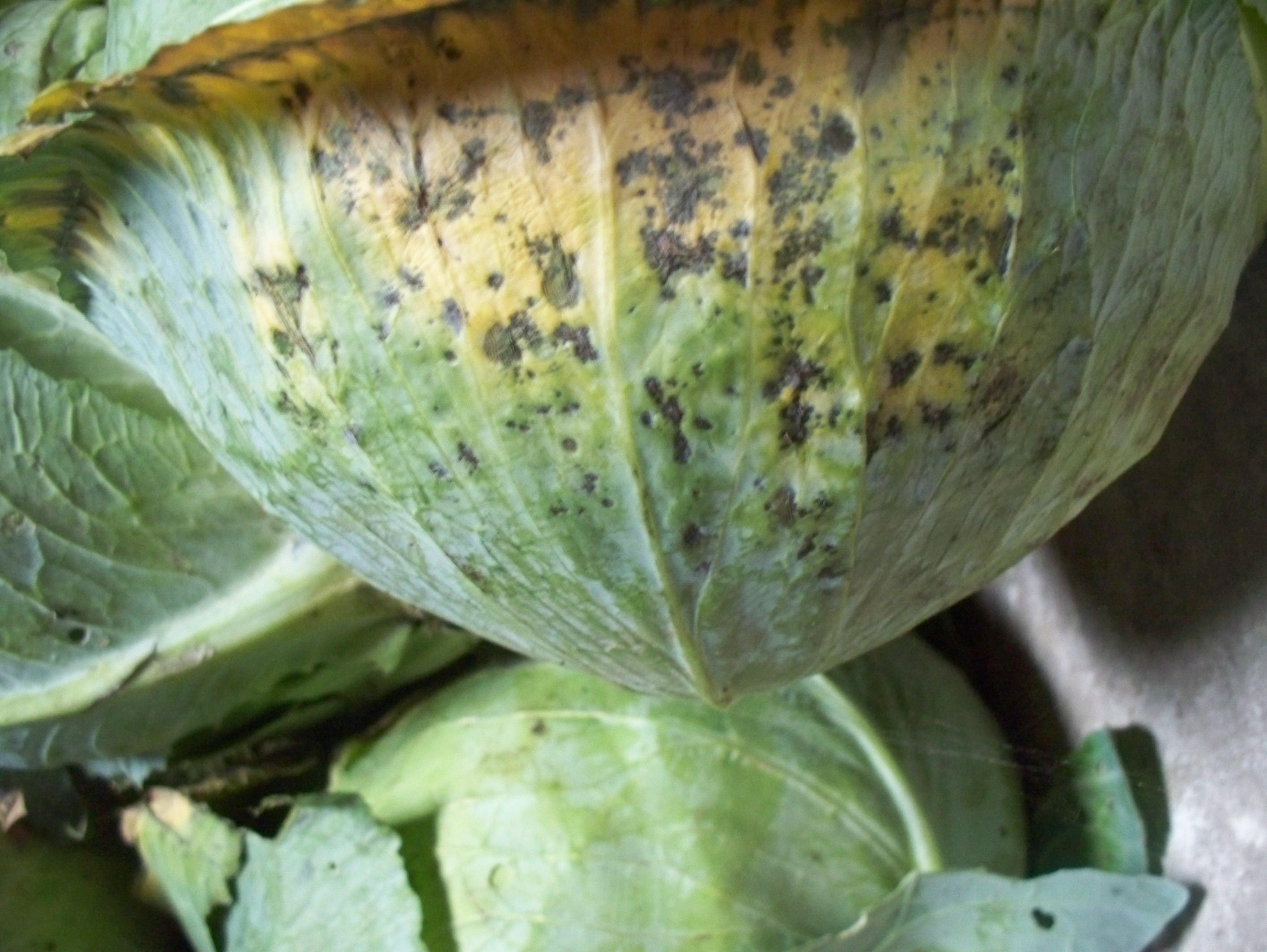
Альтернариоз капусты

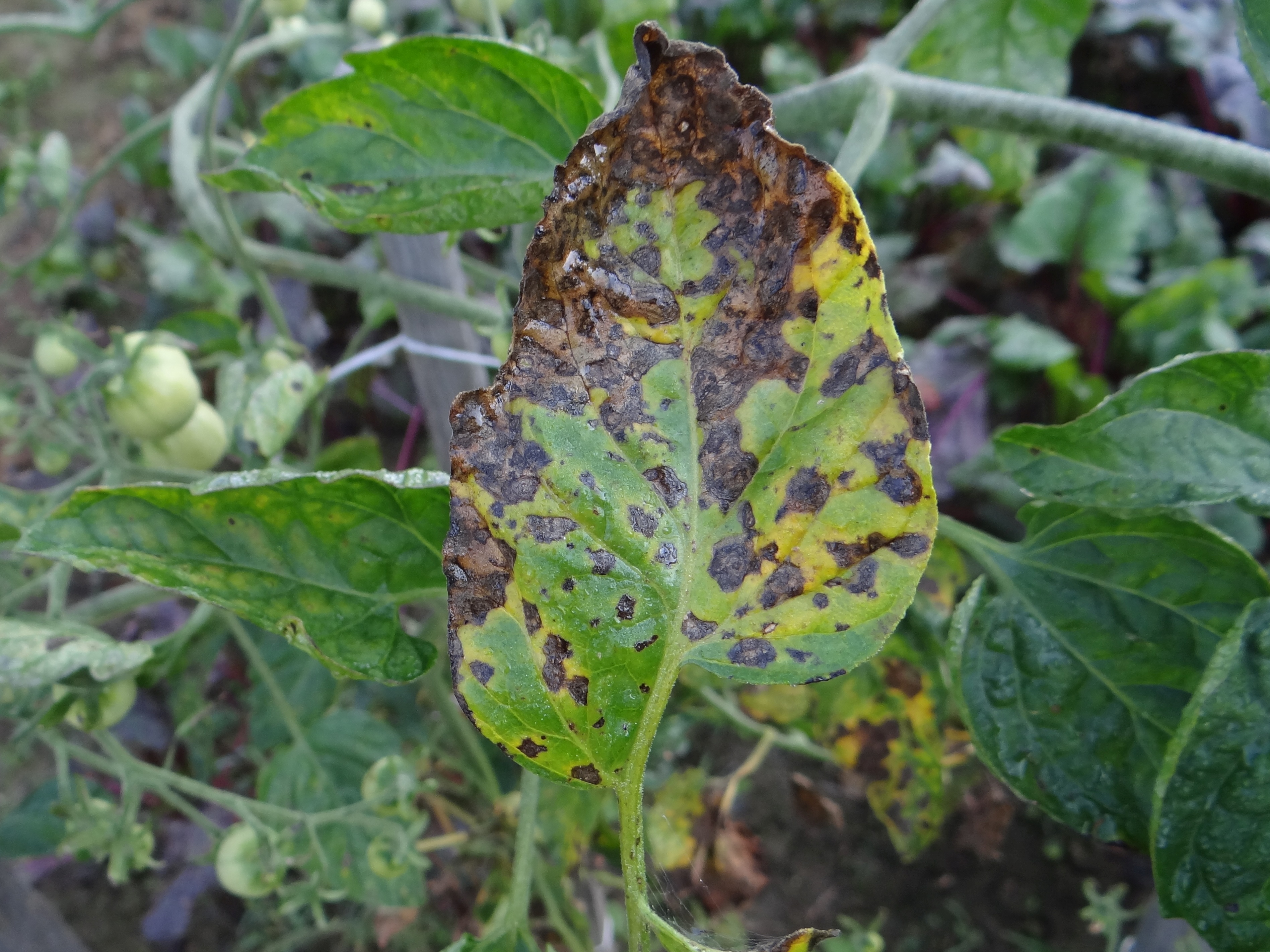
Альтернариоз томатов

Альтернариозы — группа болезней растений, вызываемых грибами рода Альтернария.
Поражает различные виды растений. Общие признаки — появление тёмных пятен (образуемых мицелием и спорами гриба), в пределах которых растительная ткань постепенно отмирает. Возбудитель болезни может сохраняться на семенах и растительных остатках, а также на сорняках.
Наиболее часто встречается альтернариоз:
— капусты и других крестоцветных (брюквы, репы, редьки, редиса, хрена, горчицы, рапса и пр.), при котором поражаются листья, стручки и стебли семенников (возбудители — Alternaria brassicae, Alternaria brassicicola). Сначала на листьях появляются мелкие округлые пятна, затем они увеличиваются и покрываются чёрным сажистым налётом. Впоследствии середина пятен становится коричнево-жёлтой и может выпасть, в результате чего на листьях образуются отверстия. Кочаны капусты формируются мелкие, мягкие, с низким содержанием сахара.
— томатов (возбудитель Alternaria solani): жёлтые или бурые пятна располагаются в основном по краям листьев, во влажных условиях их количество увеличивается. Ухудшается качество плодов, в процессе хранения на них появляются пятна.
— моркови и других зонтичных культур (петрушки, сельдерея, укропа, пастернака), возбудитель Alternaria radicina. У моркови на нижних листьях появляются бурые пятна, постепенно листья отмирают, а гриб по черешку попадает в верхнюю часть корнеплода и провоцирует загнивание. При хранении на моркови возникают слегка вдавленные чёрные пятна. Развитию заболевания способствует тёплая, влажная погода.
Также известны альтернариозы картофеля, табака, огурцов и дынь, яблони, груши, крыжовника, зерновых культур и пр.
Меры борьбы — подбор устойчивых сортов, обеззараживание грунта и помещений, протравливание семян и правильное их хранение, опрыскивание фунгицидами, применение севооборота, уничтожение послеуборочных остатков.